# Marcilly-en-Villette
Marcilly-en-Villette – miejscowość i gmina we Francji, w Regionie Centralnym, w departamencie Loiret.
Według danych na rok 1990 gminę zamieszkiwały 1714 osoby, a gęstość zaludnienia wynosiła 27 osób/km² (wśród 1842 gmin Centre, Marcilly-en-Villette plasuje się na 231. miejscu pod względem liczby ludności, natomiast pod względem powierzchni na miejscu 38.).